# Jan Piotr Mrozek
Jan Piotr Mrozek (ur. 27 lipca 1885 w Świętochłowicach, zm. 5 września 1941 w Buchenwald (KL)) – powstaniec śląski, działacz narodowy, więzień obozów koncentracyjnych.

## Życiorys
Urodził się w rodzinie górnika. Ukończył szkołę powszechną i podjął pracę jako górnik w kopalni „Deutschland” (obecnie Kopalnia Węgla Kamiennego Polska). Po wypadku na kopalni, wskutek uszkodzenia kręgosłupa, zmienił pracę na biurową, jako praktykant w Urzędzie Gminnym w Świętochłowicach.
Już jako młody chłopak zaangażował się w działalność Towarzystwa Gimnastycznego „Sokół”, w grudniu 1906 w składzie rady lokalnego gniazda TS „Sokół” w Królewskiej Hucie (obecnie Chorzów). Za przynależność do polskich organizacji zwolniony z pracy w urzędzie.
Ukończył szkołę handlową w Królewskiej Hucie (obecnie Chorzów) i podjął pracę jako referent w Banku Ludowym, a następnie w Banku Wymiany w Mysłowicach. W 1907 uczestnik zlotu „Sokoła” okręgu krakowskiego; za udział w tym zlocie władze pruskie wytoczyły królewskohuckiemu gniazdu „Sokoła” proces. Ponownie zwolniony z pracy za działalność w „Sokole”.
W latach 1908–1912 we władzach okręgu śląskiego Towarzystwa Gimnastycznego „Sokół”, jako naczelnik, następnie zastępca naczelnika. Organizator górnośląskich zlotów „Sokoła”.
W 1912 podjął pracę jako zwykły robotnik w Fabryce Wagonów i Mostów w Królewskiej Hucie (obecnie Chorzów). W 1915 wcielony da armii pruskiej, po wyjściu do cywila powrócił do fabryki. Prawdopodobnie po raz kolejny stracił pracę za propolską postawę.
Podczas I wojny św. jego mieszkanie było miejscem konspiracyjnych zebrań „Sokoła” okręgu śląskiego. Po zakończeniu wojny w składzie Komitetu Polskiego, przekształconego później w Radę Ludową. Inicjator „podatku narodowego”, delegat Rady na Polski Sejm Dzielnicowy, 3-5 grudnia 1918 w Poznaniu. Zaangażowany w działalność Towarzystwa, m.in. jako członek rady oraz zastępca prezesa gniazda TS „Sokół” w Królewskiej Hucie (obecnie Chorzów).
Organizator i komendant Straży Obywatelskiej w Królewskiej Hucie (obecnie Chorzów), ochraniającej polskie wiece, zebrania oraz imprezy. W 1919 organizator i komendant Polskiej Organizacji Wojskowej Górnego Śląska na terenie miasta. Jego mieszkanie było miejscem konspiracyjnych spotkań sekcyjnych i plutonowych POW GŚl. Po przeprowadzonej w maju 1919 rewizji oraz wobec zagrożenia aresztowaniem, przenosi się do Sosnowca.
Powraca do Królewskiej Huty (obecnie Chorzów) w nocy z 16/17 sierpnia 1919, przed wybuchem I powstania śląskiego. Wraz z dziewięćdziesięcioosobowym oddziałem bierze udział w potyczkach w rejonie Królewskiej Huty (obecnie Chorzów), Świętochłowic, Lipin i Chropaczowa. Uczestnik II oraz III powstania śląskiego. W kampanii plebiscytowej współpracownik Wojciecha Korfantego.
Po podziale Śląska i przyłączeniu jego części do Polski, podjął pracę w Wydziale Skarbowym Urzędu Wojewódzkiego w Katowicach. Od 1924 do wybuchu II wojny św., kierownik Działu Rachunkowo-Kasowego w Urzędzie Skarbowym w Królewskiej Hucie (obecnie Chorzów).
W tym okresie w składzie komisji rewizyjnej miejscowego gniazda TS „Sokół”, współzałożyciel Związku Obrony Kresów Zachodnich, działacz Związku Powstańców Śląskich, członek Towarzystwa „Kasyno”, a także Towarzystwa Śpiewaczego „Lutnia”.
Po wybuchu II wojny św. wraz z innymi urzędnikami ewakuowany do Buska-Zdroju, za pracą przyjechał do Krakowa. Z powodów rodzinnych na krótko powrócił do Chorzowa, gdzie został aresztowany przez gestapo pod koniec stycznia 1940. Więziony w Chorzowie, następnie w policyjnym więzieniu w Bytomiu, później przetransportowany do obozu koncentracyjnego w Dachau.
Na początku lipca 1941 osadzony jako więzień 7703 w obozie koncentracyjnym Buchenwald (Turyngia, Niemcy), gdzie po dwóch miesiącach, 5 września 1941 zmarł wskutek pseudomedycznych eksperymentów nazistowskich.

## Odznaczenia
- Krzyż Niepodległości
- Gwiazda Górnośląska
- Medal Niepodległości
- Srebrny Krzyż Zasługi[1]
- Medal Pamiątkowy za Wojnę 1918–1921[1]
- Medal Dziesięciolecia Odzyskanej Niepodległości[1]
- Odznaką Sokolą „Za długoletnią Służbę”.